# 増山歌子
増山 歌子（ますやま うたこ、1946年 - ）は、日本のピアニスト、音楽教育者。旧姓：木下（きのした）。木下保の三女。

## 経歴
桐朋女子高等学校音楽科卒。第16回（1962年）全国学生音楽コンクールピアノ部門高等学校の部第1位受賞。桐朋学園大学音楽学部ピアノ科卒業後、ソルフェージュ部会に所属。ミュンヘン国立大学留学後、洗足学園音楽大学マスタークラス修了。
大島正泰、小林仁、ローズル・シュミット、マックス・エッガーに師事。
桐朋学園にてソルフェージュ講師、洗足学園にてピアノ講師を務める。門下生には、大竹香苗などがいる。
1974年（昭和49年）のデビューリサイタル後リサイタル4回、東京交響楽団との共演の他、歌曲、合唱の伴奏を行う。特に信時潔、山田耕筰、髙田三郎、平井康三郎、團伊玖磨等の邦人作品を数多く演奏している。慶應義塾ワグネル・ソサィエティー男声合唱団、日本女子大学合唱団、聖心女子大学グリークラブの演奏会でもピアニストを数多く務めている。また、1974年（昭和49年）6月には日立交響楽団第39回定期演奏会でベートーヴェンピアノ協奏曲第3番のソリストを務める。1981年（昭和56年）- 1983年（昭和58年）坂上昌子連続独唱会「やまとことばを美しく・信時潔歌曲の夕べ」に出演。他にも、邦人作品に限らず、ソロのピアニストとしても各種演奏会に出演している。
現在、洋楽文化史研究会会員。木下記念スタジオの主宰として、邦人作品のサロンコンサートを行っている。また、木下記念歌曲研究会代表を務める長姉の坂上昌子と共同で、木下保の提唱した“やまとことば”の伝達・普及に努めている。

## ディスコグラフィー
- 木下保指導による 混声合唱曲集 沙羅 東京放送合唱団 木下歌子：ピアノ フォンテック
- 木下保の藝術 高田三郎、信時潔合唱作品集－ 木下保：指揮／木下歌子：ピアノほか[6]
- 合唱名曲コレクション11 木下保：指揮／木下歌子：ピアノほか EMIミュージックジャパン[7]
- ソプラノリサイタル : やまとことばを美しく 坂上昌子：ソプラノ 増山歌子：ピアノ[1]